# Israelische Marine
Die Israelische Marine (hebräisch חֵיל הַיָּם הַיִּשְׂרְאֵלִי Cheil haJam haJisrəʾelī, deutsch ‚das Israelische Korps der See‘, englisch Israeli Sea Corps, abgekürzt ISC) ist die Seestreitmacht der Verteidigungsstreitkräfte des Staates Israel.

## Auftrag
Die Marine Israels sichert die territoriale Integrität zur See und stellt die Marinekomponente der israelischen Verteidigungsstreitkräfte in den Haupteinsatzgebieten Mittelmeer im Westen und im Golf von Aqaba im Süden.
Siehe auch: allgemeiner Auftrag der israelischen Verteidigungsstreitkräfte

## Organisation

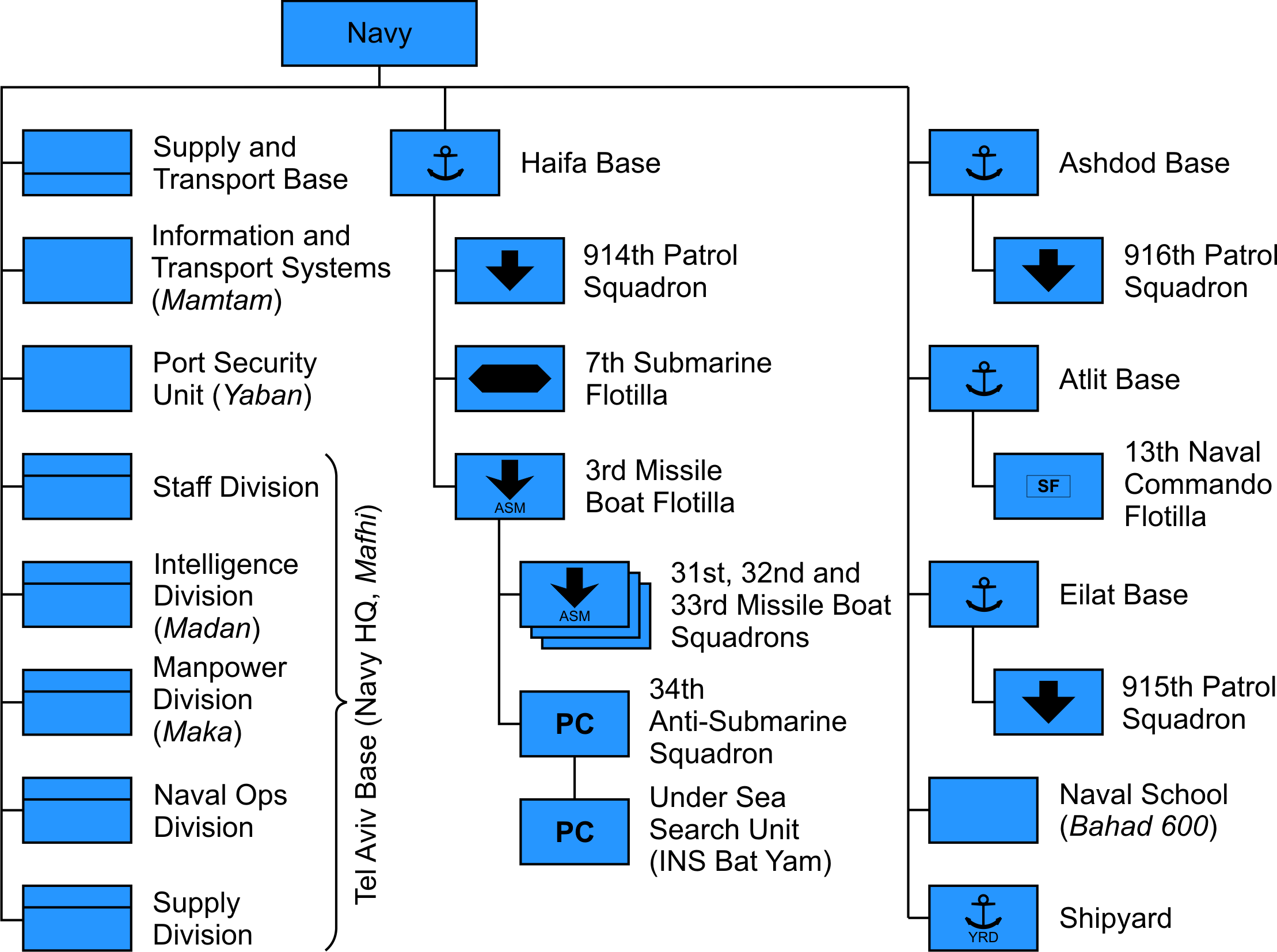
Struktur der Israelischen Marine (englisch)

Das Flottenoberkommando der israelischen Marine befindet sich in Tel Aviv, die Marineakademie in Haifa.
Die Marine besteht aus:
- Flugkörperschnellboot-Flottille mit 13 Einheiten (nach hiesiger Typisierung Korvetten bzw. Schnellboote)
- U-Boot-Flottille mit fünf Einheiten (sechs im Laufe des Jahres 2023; drei neue geplant, bzw. im Bau)
- Patrouillenbooten
- Marinenachrichtendienst
- Radareinheiten
- Marinesonderkommando (Schajetet 13; deutsch „13. Flottille“) mit Basis in Atlit
- Unterwassereinsatzeinheit (Basis in Haifa)
- Hafensicherungskräften

## Ausrüstung
Das offizielle Präfix israelischer Schiffsnamen lautet INS (Israeli Naval Ship).

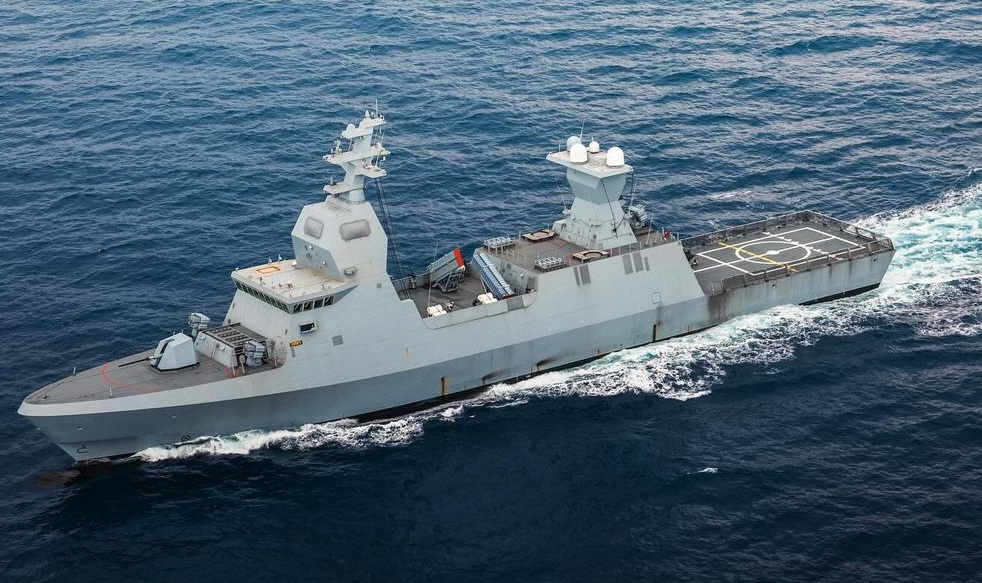
Ein Korvette der Sa’ar-6-Klasse

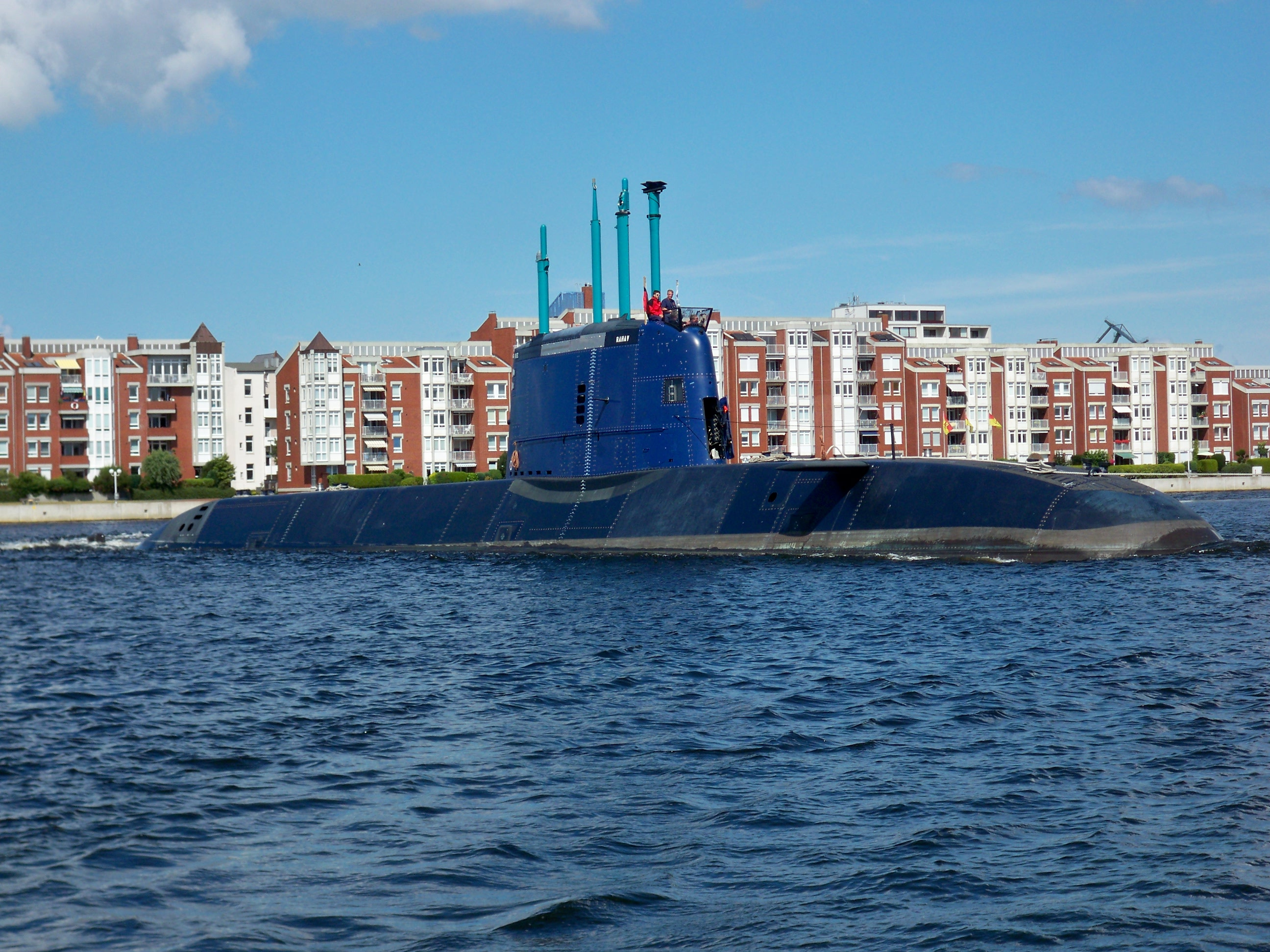
Ein Boot der Dolphin-II-Klasse

### Korvetten und Schnellboote
- 4 Korvetten der Sa’ar-6-Klasse
- 3 Korvetten der Sa’ar-5-Klasse
- 8 Schnellboote der Sa’ar-4.5-Klasse

### U-Boote
- 3 U-Boote der Dolphin-I-Klasse
- 2 U-Boote der Dolphin-II-Klasse (1 weiteres in Erprobung)

### Sonstigen Seefahrzeuge
- über 30 Patrouillenboote
- 2 Hilfsschiffe

### Hubschrauber
Es werden fünf Hubschrauber des Typs AS. 565MA Atalef in der 193. Schwadron durch die Marine genutzt. Diese sind Teil der Luftwaffe, da sie von deren Personal geflogen, gewartet und in ihrer Kommandostruktur integriert sind.

### Rüstungsvorhaben
Größtes Rüstungsprojekt der Israelischen Marine ist momentan das U-Boot INS Drakon, ehemals INS Dakar, als sechste  Einheit und drittes Boot des zweiten Bauloses der Dolphin-Klasse. Drei weitere Boote eines dritten Bauloses sollen zu einem späteren Zeitpunkt die Boote des ersten Baulos ablösen, die dann Dakar-Klasse heißen wird.

## Einsätze
Siehe Tabelle der Einsätze im Artikel über die israelischen Streitkräfte.
Besondere Ereignisse waren:
- Am 3. Januar 2002 wurde die Karine A, ein palästinensisches Waffenschiff, in internationalen Gewässern des Roten Meers beschlagnahmt. Mit dem Schiff sollten über 50 t Waffen und Sprengstoff in den Gazastreifen geschmuggelt werden.
- Im Juli 2006, während des Libanonkrieges, wurde die INS Hanit durch eine von der Hisbollah abgefeuerte Rakete getroffen. Dabei starben vier Seeleute. Das Schiff konnte jedoch selbständig israelische Gewässer erreichen.[5]
- Im November 2009 wurde das der deutschen Reederei Gerd Bartels gehörende Motorschiff Francop auf dem Weg nach Zypern von einem Spezialkommando der Marine geentert und zum Anlaufen eines israelischen Hafens gebracht. An Bord befanden sich etwa 300 Tonnen versteckter Waffen (siehe Francop-Zwischenfall).[6][7]
- Am 31. Mai 2010 enterte die israelische Marine in internationalen Gewässern sechs mit Hilfsgütern für den Gazastreifen beladene Schiffe, die die Blockade des Gazastreifens durchbrechen wollten (Ship-to-Gaza-Zwischenfall).
- Am 15. März 2011 wurde das von der deutschen Peter Döhle Schiffahrts-KG bereederte Containerschiff Victoria rund 200 Kilometer vor der israelischen Küste aufgebracht und nach Aschdod umgeleitet, wo man unter anderen Mörsergranaten und sechs Seezielflugkörper des iranischen Typs Nasr in den Containern fand. Die Rüstungsgüter sollten vermutlich über Ägypten in den Gazastreifen geschmuggelt werden (siehe Victoria-Zwischenfall).

## Liste der Befehlshaber

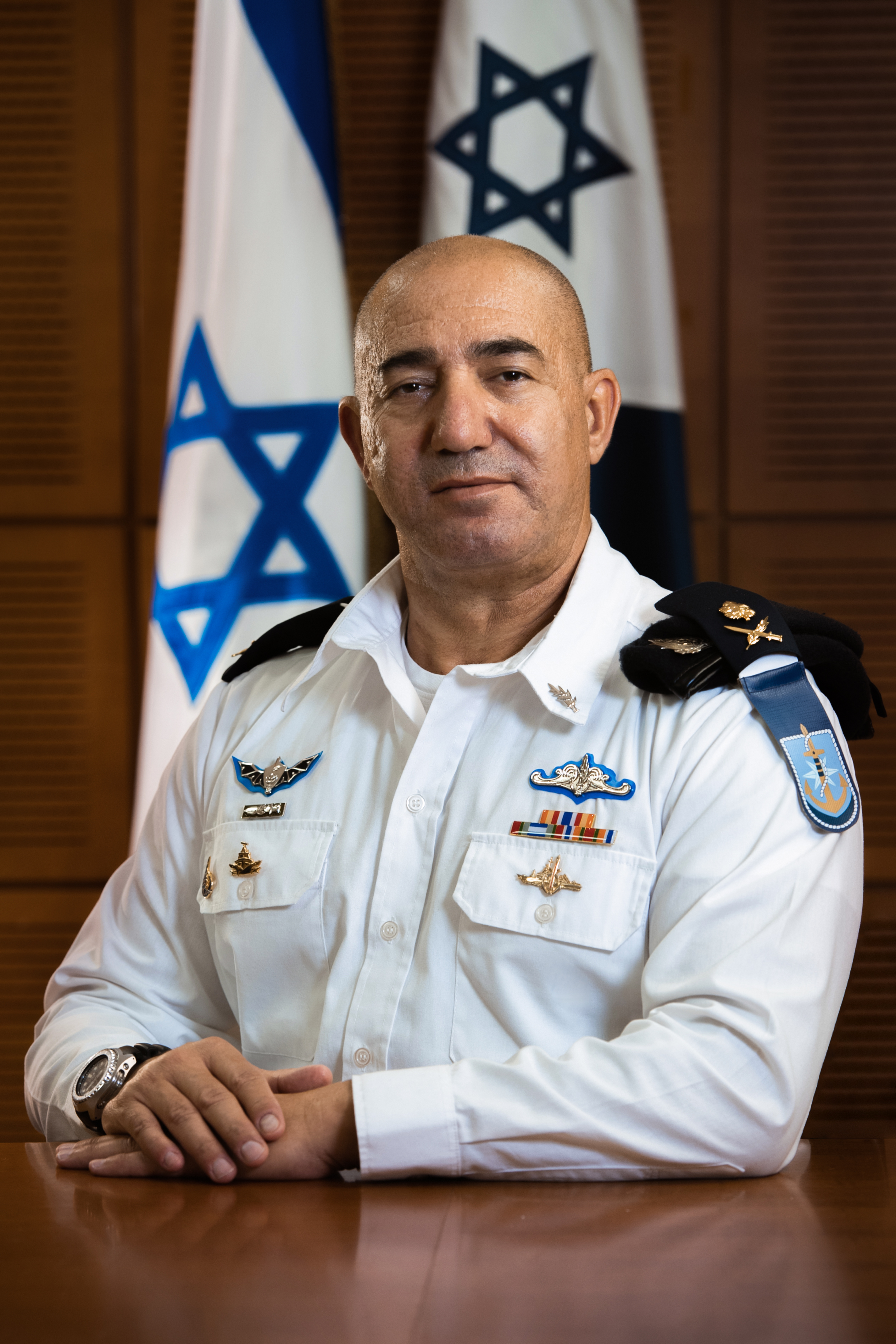
David Salama, Kommandeur der israelischen Marine

| Nr.                            | Name                     | Beginn der Amtszeit | Ende der Amtszeit  |
| ------------------------------ | ------------------------ | ------------------- | ------------------ |
| 21.                            | Aluf David Salama        | 12. September 2021  | -                  |
| 20.                            | Aluf Eli Scharvit        | 27. September 2016  | 12. September 2021 |
| 19.                            | Aluf Ram Rothberg        | 6. Oktober 2011     | 27. September 2016 |
| 18.                            | Aluf Eli Marom           | 8. Oktober 2007     | 6. Oktober 2011    |
| 17.                            | Aluf David Ben Ba'aschat | 23. September 2004  | 8. Oktober 2007    |
| 16.                            | Aluf Jedidja Ja’ari      | 2. Januar 2000      | 23. September 2004 |
| 15.                            | Aluf Alex Tal            | 1. Januar 1996      | 2. Januar 2000     |
| 14.                            | Aluf Ami Ajalon          | 7. Juli 1992        | 1. Januar 1996     |
| 13.                            | Aluf Micha Ram           | 1. Februar 1989     | 7. Juli 1992       |
| 12.                            | Aluf Avraham Ben-Shoshan | 31. Januar 1985     | 1. Februar 1989    |
| 11.                            | Aluf Ze'ev Almog         | 12. Januar 1979     | 31. Januar 1985    |
| 10.                            | Aluf Michael Barkai      | 23. September 1976  | 12. Januar 1979    |
| 09.                            | Aluf Benjamin Telem      | 1. September 1972   | 23. September 1976 |
| 08.                            | Aluf Avraham Botzer      | 1. September 1968   | 1. September 1972  |
| 07.                            | Aluf Schlomo Arel        | 1. Januar 1966      | 1. September 1968  |
| 06.                            | Aluf Johai Ben-Nun       | 1. März 1960        | 1. Januar 1966     |
| 05.                            | Aluf Shmuel Tankus       | 1. Juli 1954        | 1. Januar 1960     |
| 04.                            | Aluf Mordechai Limon     | 14. Dezember 1951   | 1. Juli 1954       |
| 03.                            | Aluf Schlomo Schamir     | 16. Mai 1949        | 14. Dezember 1950  |
| 02.                            | Aluf Paul Shulman        | 1949                | 1949               |
| 01.                            | Gerschon Zak             | 1948                | 1949               |
| Quelle: Jewish Virtual Library |                          |                     |                    |

## Dienstgrade und Dienstgradabzeichen

### Offiziere
| Dienstgradgruppe                                                                              | Flaggoffiziere      | Flaggoffiziere | Flaggoffiziere     | Stabsoffiziere          | Stabsoffiziere       | Stabsoffiziere     | Subalternoffiziere | Subalternoffiziere   | Subalternoffiziere      |
| --------------------------------------------------------------------------------------------- | ------------------- | -------------- | ------------------ | ----------------------- | -------------------- | ------------------ | ------------------ | -------------------- | ----------------------- |
| Abzeichen                                                                                     |                     |                |                    |                         |                      |                    |                    |                      |                         |
| Dienstgrad                                                                                    | רב-אלוף (Rav-Aluf)1 | אלוף (Aluf)    | תת-אלוף (Tat-Aluf) | אלוף משנה (Aluf-Mishne) | סגן אלוף (Sgan-Aluf) | רב סרן (Rav-Seren) | סרן (Seren)        | סגן (Segen)          | סגן-משנה (Segen-Mishne) |
| Dienstgrad (Bundeswehr)                                                                       | Vizeadmiral         | Konteradmiral  | Flottillenadmiral  | Kapitän zur See         | Fregattenkapitän     | Korvettenkapitän   | Kapitänleutnant    | Oberleutnant zur See | Leutnant zur See        |
| NATO-Rangcode                                                                                 | OF-8                | OF-7           | OF-6               | OF-5                    | OF-4                 | OF-3               | OF-2               | OF-1                 | OF-1                    |
| 1 Der Chef des Generalstabs (hebräisch רמטכ״ל – Ramatkal) hat als einziger den Rang Rav-Aluf. |                     |                |                    |                         |                      |                    |                    |                      |                         |

### Unteroffiziere und Mannschaften
| Dienstgradgruppe        | Unteroffiziere     | Unteroffiziere                 | Unteroffiziere                    | Unteroffiziere                   | Unteroffiziere           | Mannschaften              | Mannschaften                       | Mannschaften                  | Mannschaften                 | Mannschaften   |
| ----------------------- | ------------------ | ------------------------------ | --------------------------------- | -------------------------------- | ------------------------ | ------------------------- | ---------------------------------- | ----------------------------- | ---------------------------- | -------------- |
| Abzeichen               |                    |                                |                                   |                                  |                          |                           |                                    |                               |                              | kein Abzeichen |
| Dienstgrad              | רב נגד (Rav-Nagad) | רב סמל בכיר (Rav-Samal Bachir) | רב סמל מתקדם (Rav-Samal Mitkadem) | רב סמל ראשון (Rav-Samal Rischon) | רב סמל (Rav-Samal)       | סמל ראשון (Samal Rischon) | סמל (Samal)                        | רב טוראי (Rav-Tua’i)          | טוראי ראשון (Turaʾi Rischon) | טוראי (Tura’i) |
| Dienstgrad (Bundeswehr) | Oberstabsbootsmann | Oberstabsbootsmann             | Stabsbootsmann                    | Hauptbootsmann                   | Oberbootsmann/ Bootsmann | Obermaat/ Maat            | Oberstabsgefreiter/ Stabsgefreiter | Hauptgefreiter/ Obergefreiter | Gefreiter                    | Matrose        |
| NATO-Rangcode           | OR-9               | OR-9                           | OR-8                              | OR-7                             | OR-6                     | OR-5                      | OR-4                               | OR-3                          | OR-2                         | OR-1           |